# Hymedesmia clavigera
Hymedesmia clavigera är en svampdjursart som först beskrevs av William Lundbeck 1910.  Hymedesmia clavigera ingår i släktet Hymedesmia, och familjen Hymedesmidae. Arten är reproducerande i Sverige.